# جون وينتورث
جون وينتورث هو صحفي ومحامي وسياسي أمريكي، ولد في 5 مارس 1815 في Sandwich, New Hampshire ‏ في الولايات المتحدة، وتوفي في 16 أكتوبر 1888 في شيكاغو في الولايات المتحدة. نشط حزبياً في الحزب الديمقراطي والحزب الجمهوري. وقد انتخب عمدة شيكاغو ‏ (1857 – 1858) وانتخب عضو مجلس النواب الأمريكي ‏ عن دائرة Illinois's 1st congressional district ‏ (4 مارس 1865 – 3 مارس 1867).